# Clădirea fostului gimnaziu de fete (Soroca)
Clădirea fostului gimnaziu de fete (după 1918 – liceul „Domnița Ruxanda”) este o clădire amplasată pe str. I. Creangă, 19 în Soroca, Republica Moldova. Este un monument istoric, arhitectural și de artă de importanță națională inclus în Registrul monumentelor Republicii Moldova ocrotite de stat cu nr. 2618 (raionul Soroca). Datează din 1903-1916.